# Slip Inside This House
«Slip Inside This House» es una canción originalmente publicada por la banda estadounidense de rock psicodélico, the 13th Floor Elevators como la canción de apertura del álbum de 1967, Easter Everywhere. Con una duración de 8 minutos es la grabación de estudio más larga de la banda. La canción fue publicado como sencillo en enero de 1968 a través de International Artists.
La canción es un buen ejemplo del estilo de la banda, la cual contiene la mayoría de sus elementos más comunes: la guitarra eléctrica de Tommy Hall, una melodía insistente y repetitiva de guitarra fuzz y la voz apasionado de Roky Erickson. En ella, Tommy Hall, letrista de la canción, intentó encarnan muchos de los elementos de su filosofía psicodélicos, que se basaban en elementos de las religiones orientales, la mística cristiana, semántica general de Alfred Korzybski, y las enseñanzas de Gurdjieff, entre otras influencias dispares.

## Otras versiones
- La banda escocesa de rock alternativo, Primal Scream versionó la canción para su álbum de 1991, Screamadelica.[5]
- La banda noruega, Madrugada interpretó la canción en 2004 para el álbum recopilatorio No Music Requests.[6]
- La banda estadounidense de noise rock, Oneida público la canción en su álbum de 2000, Come on Everybody Let's Rock.[7]

## Lista de canciones
Todas las canciones escritas por Roky Erickson y Tommy Hall.
1. «Slip Inside This House» – 3:53
2. «Splash 1» – 3:40